# Quercus chrysocalyx
Quercus chrysocalyx — вид рослин з родини Букові (Fagaceae); поширений у Юньнані (Китай) і В'єтнамі.

## Середовище проживання
Поширення: Юньнань — Китай, В'єтнам. Зростає у вологих, широколистяних, вічнозелених лісах у високих горах. Висота зростання: 1300–2000 м.